# Пасечник (Нижньосілезьке воєводство)
Пасечник (пол. Pasiecznik) — село в Польщі, у гміні Любомеж Львувецького повіту Нижньосілезького воєводства.
Населення — 587 осіб (2011).
У 1975-1998 роках село належало до Єленьоґурського воєводства.

## Демографія
Демографічна структура станом на 31 березня 2011 року:
|          | Загалом | Допрацездатний вік | Працездатний вік | Постпрацездатний вік |
| -------- | ------- | ------------------ | ---------------- | -------------------- |
| Чоловіки | 294     | 51                 | 219              | 24                   |
| Жінки    | 293     | 51                 | 185              | 57                   |
| Разом    | 587     | 102                | 404              | 81                   |